# Антоан Певзнер
Антоан Певзнер (рус. Антуан Певзнер; Орел, 1886 — Париз, 1962) је био руски сликар, вајар и брат исто тако познатог уметника Наума Габоа.

## Биографија
Од 1902. до 1910. године посећивао је уметничку академију у Кијеву и академију у Санкт Петербургу. 1911. године одлази први пут у Париз где упознаје Александра Архипенка и Амедеа Модиљанија. За време Првог светског рата се налази у Норвешкој. 1917. године после Октобарске револуције одлази са својим братом Наум Габом у Москву где су дошли многи уметници из европских земаља и постаје професор на сликарском одељењу високе школе ликовних уметности у Москви. 1920. године у Москви објављује скупа са својим братом Реалистички манифест. 1923. године поново одлази у Париз где се и даље посвећује пластици. Од ове године отприлике око својих четрдесет године он напушта сликарство и посвећује се вајарству. Никад се није одрекао пуне површине, остаје веран бронзи као материјалу и бакру који су строги и масивнији од провидних материјала којим се служио Габо- његов брат. Права линија и крива употпуњују у његовим делима улогу елеманата које подупиру везују и оживљавају. У пластичним творевинама које настају под његовом руком настаје у поетичкој форми садржана атмосфера нашег техничког света. Године 1936. ради Конструкцију за аеродром, 1946. Стуб победе, 1956. Споменик непознатом политичком затворенику. Сва су ова дела пуна покрета јер он никада није одбочио у статичко схватање пластике.
1931. године је са својим братом и са Тео ван Дусбрихом, Аугуст Хербином и Џорџом Вантогерлом био оснивач покрета „Abstraction-Création“ у Паризу. Такође је био учесник изложбе „документа 1“ у Каселу 1955. године и „докуманта II“ у Каселу 1959. године.